# Tweede Kamerverkiezingen in het kiesdistrict Tilburg (1850-1888)
Tweede Kamerverkiezingen in het kiesdistrict Tilburg (1850-1888) geeft een overzicht van verkiezingen voor de Nederlandse Tweede Kamer in het kiesdistrict Tilburg in de periode 1850-1888.
Het kiesdistrict Tilburg was al ingesteld in 1848. De indeling van het kiesdistrict werd in 1850 gewijzigd bij de invoering van de Kieswet. Tot het kiesdistrict behoorden vanaf dat moment de volgende gemeenten: Alphen en Riel, Baarle-Nassau, Berkel-Enschot, Besoijen, Bladel en Netersel, Capelle, Chaam, Cromvoirt, Diessen, Dongen, Geertruidenberg, Gilze en Rijen, Goirle, 's-Gravenmoer, Haaren, Hilvarenbeek, Hooge en Lage Mierde, Hooge en Lage Zwaluwe, Hoogeloon, Hapert en Casteren, Loon op Zand, Made en Drimmelen, Moergestel, Oirschot, Oisterwijk, Oost-, West- en Middelbeers, Oosterhout, Raamsdonk, Reusel, Sprang, Terheijden, Tilburg, Udenhout, Vrijhoeve-Capelle, Waspik en Zevenbergen.
In 1858 werd de indeling van het kiesdistrict gewijzigd. De gemeenten Besoijen en Capelle werden toegevoegd aan het kiesdistrict Gorinchem.
In 1869 werd de indeling van het kiesdistrict wederom gewijzigd. De gemeenten Bladel en Netersel, Hoogeloon, Hapert en Casteren, Oost-, West- en Middelbeers en Reusel werden toegevoegd aan het kiesdistrict Eindhoven.
In 1878 werd de indeling van het kiesdistrict wederom gewijzigd. Een gedeelte van het kiesdistrict 's-Hertogenbosch (de gemeenten Baardwijk, Boxtel, Drunen, Esch, Helvoirt, Liempde, Nieuwkuyk, Vlijmen en Waalwijk) werd toegevoegd aan het kiesdistrict Tilburg. De gemeenten Baarle-Nassau, Chaam, Gilze en Rijen en Terheijden werden toegevoegd aan het kiesdistrict Breda en de gemeenten Geertruidenberg, 's-Gravenmoer, Hooge en Lage Zwaluwe, Made en Drimmelen, Raamsdonk, Sprang, Vrijhoeve Capelle, Waspik en Zevenbergen aan het kiesdistrict Zevenbergen.
Het kiesdistrict Tilburg was in deze periode een meervoudig kiesdistrict: het vaardigde twee leden af naar de Tweede Kamer. Om de twee jaar trad een van de leden af; er werd dan een periodieke verkiezing gehouden voor de vrijgevallen zetel. Bij algemene verkiezingen (na ontbinding van de Tweede Kamer) bracht elke kiezer twee stemmen uit. Om in de eerste verkiezingsronde gekozen te worden moest een kandidaat minimaal de districtskiesdrempel behalen; indien nodig werd een tweede ronde gehouden.
Legenda
- cursief: in de eerste verkiezingsronde geplaatst voor de tweede ronde;
- vet: gekozen als lid van de Tweede Kamer.

## 27 augustus 1850
De verkiezingen waren algemene verkiezingen; zij werden gehouden na ontbinding van de Tweede Kamer na inwerkingtreding van de Kieswet.
|                  | 27 augustus |
| ---------------- | ----------- |
| Kiesgerechtigden | 2.994       |
| Opkomst          | 1.837       |
| Geldige stemmen  | 3.624       |
| Blanco stemmen   | 34          |
| Kiesdrempel      | 906         |
| Kandidaten       |             |
| J.A. Mutsaers    | 1.592       |
| F.J. Jespers     | 1.442       |
| C.D. Beels       | 168         |
| J.J. Loke        | 62          |
| A. van Baar      | 56          |
| A.A.A. Barning   | 30          |

## 19 december 1850
Jacobus Mutsaers, gekozen bij de verkiezingen van 27 augustus 1850, trad op 15 november 1850 af vanwege zijn benoeming als raadsheer in de Hoge Raad. Om in de ontstane vacature te voorzien werd een tussentijdse verkiezing gehouden.
|                               | 19 december | 2 januari |
| ----------------------------- | ----------- | --------- |
| Kiesgerechtigden              | 2.994       | 2.994     |
| Opkomst                       | 1.238       | 1.156     |
| Geldige stemmen               | 1.229       | 1.123     |
| Blanco stemmen                | 9           | 18        |
| Kandidaten                    |             |           |
| P. Gouverneur                 | 603         | 845       |
| L.A. Ligtenvelt               | 154         | 278       |
| C.C.A. Beens                  | 83          |           |
| A.A.A. Barning                | 77          |           |
| A. van Baar                   | 60          |           |
| E. Thijsmans                  | 53          |           |
| J.O. de Jong van Beek en Donk | 35          |           |

## 20 januari 1852
Paulus Gouverneur, gekozen bij de verkiezingen van 19 december 1850, trad op 30 december 1851 af vanwege zijn benoeming als kantonrechter te Breda. Om in de ontstane vacature te voorzien werd een tussentijdse verkiezing gehouden.
|                  | 20 januari | 3 februari |
| ---------------- | ---------- | ---------- |
| Kiesgerechtigden | 2.994      | 2.994      |
| Opkomst          | 886        | 865        |
| Geldige stemmen  | 879        | 848        |
| Blanco stemmen   | 9          | 17         |
| Kandidaten       |            |            |
| P. Gouverneur    | 384        | 472        |
| C.C.A. Beens     | 176        | 376        |
| A.A.A. Barning   | 67         |            |
| E. Thijsmans     | 37         |            |

## 8 juni 1852
De verkiezingen waren periodieke verkiezingen; zij werden gehouden vanwege de afloop van de zittingstermijn van een gekozen lid.
|                  | 8 juni | 22 juni |
| ---------------- | ------ | ------- |
| Kiesgerechtigden | 2.980  | 2.980   |
| Opkomst          | 831    | 1.237   |
| Geldige stemmen  | 820    | 1.229   |
| Blanco stemmen   | 7      | 4       |
| Kandidaten       |        |         |
| C.C.A. Beens     | 298    | 755     |
| P. Gouverneur    | 301    | 474     |
| A.A.A. Barning   | 119    |         |

## 17 mei 1853
De verkiezingen waren algemene verkiezingen; zij werden gehouden na ontbinding van de Tweede Kamer.
|                            | 17 mei | 31 mei |
| -------------------------- | ------ | ------ |
| Kiesgerechtigden           | 2.978  | 2.978  |
| Opkomst                    | 1.927  | 1.914  |
| Geldige stemmen            | 3.811  | 3.606  |
| Blanco stemmen             | 43     | 216    |
| Kiesdrempel                | 953    | 902    |
| Kandidaten                 |        |        |
| F.J. Jespers               | 942    | 1.315  |
| C.C.A. Beens               | 880    | 1.008  |
| E.J.H. Borret              | 665    | 904    |
| P.J.J. Hollingerus Pijpers | 497    | 379    |
| J.J. Loke                  | 351    |        |
| J.D.W. Pape                | 312    |        |
| J.R. Thorbecke             | 38     |        |

## 13 juni 1854
De verkiezingen waren periodieke verkiezingen; zij werden gehouden vanwege de afloop van de zittingstermijn van een gekozen lid.
|                  | 13 juni |
| ---------------- | ------- |
| Kiesgerechtigden | 2.978   |
| Opkomst          | 1.060   |
| Geldige stemmen  | 1.047   |
| Blanco stemmen   | 11      |
| Kandidaten       |         |
| F.J. Jespers     | 970     |

## 22 juni 1854
Carolus Beens, gekozen bij de verkiezingen van 17 mei 1853, trad op 1 juni 1854 af vanwege zijn herbenoeming als kantonrechter te Oosterhout. Om in de ontstane vacature te voorzien werd een tussentijdse verkiezing gehouden.
|                            | 22 juni |
| -------------------------- | ------- |
| Kiesgerechtigden           | 2.978   |
| Opkomst                    | 1.274   |
| Geldige stemmen            | 1.268   |
| Blanco stemmen             | 5       |
| Kandidaten                 |         |
| C.C.A. Beens               | 932     |
| P.J.J. Hollingerus Pijpers | 260     |
| J.B. Verheyen              | 48      |

## 10 juni 1856
De verkiezingen waren periodieke verkiezingen; zij werden gehouden vanwege de afloop van de zittingstermijn van een gekozen lid.
|                  | 10 juni |
| ---------------- | ------- |
| Kiesgerechtigden | 3.043   |
| Opkomst          | 1.113   |
| Geldige stemmen  | 1.103   |
| Blanco stemmen   | 8       |
| Kandidaten       |         |
| C.C.A. Beens     | 925     |
| A. Kerstens      | 87      |

## 8 juni 1858
De verkiezingen waren periodieke verkiezingen; zij werden gehouden vanwege de afloop van de zittingstermijn van een gekozen lid.
|                  | 8 juni |
| ---------------- | ------ |
| Kiesgerechtigden | 3.077  |
| Opkomst          | 950    |
| Geldige stemmen  | 935    |
| Blanco stemmen   | 8      |
| Kandidaten       |        |
| F.J. Jespers     | 850    |

## 8 februari 1859
Carolus Beens, gekozen bij de verkiezingen van 10 juni 1856, trad op 13 januari 1859 af vanwege zijn herbenoeming als kantonrechter te Oosterhout. Om in de ontstane vacature te voorzien werd een tussentijdse verkiezing gehouden.
|                  | 8 februari | 22 februari |
| ---------------- | ---------- | ----------- |
| Kiesgerechtigden | 3.077      | 3.077       |
| Opkomst          | 1.199      | 1.291       |
| Geldige stemmen  | 1.192      | 1,287       |
| Blanco stemmen   | 7          | 4           |
| Kandidaten       |            |             |
| C.C.A. Beens     | 582        | 945         |
| L. Metman        | 290        | 342         |
| J.H. van Mierlo  | 268        |             |

## 12 juni 1860
De verkiezingen waren periodieke verkiezingen; zij werden gehouden vanwege de afloop van de zittingstermijn van een gekozen lid.
|                  | 12 juni |
| ---------------- | ------- |
| Kiesgerechtigden | 2.949   |
| Opkomst          | 1.131   |
| Geldige stemmen  | 1.123   |
| Blanco stemmen   | 3       |
| Kandidaten       |         |
| C.C.A. Beens     | 600     |
| E.J.H. Borret    | 487     |

## 10 juni 1862
De verkiezingen waren periodieke verkiezingen; zij werden gehouden vanwege de afloop van de zittingstermijn van een gekozen lid.
|                                  | 10 juni |
| -------------------------------- | ------- |
| Kiesgerechtigden                 | 3.036   |
| Opkomst                          | 950     |
| Geldige stemmen                  | 944     |
| Blanco stemmen                   | 4       |
| Kandidaten                       |         |
| F.J. Jespers                     | 756     |
| J.H.A. Diepen                    | 99      |
| J.A.C.A. van Nispen van Sevenaer | 38      |

## 19 januari 1864
Carolus Beens, gekozen bij de verkiezingen van 12 juni 1860, trad op 29 december 1863 af vanwege zijn herbenoeming als kantonrechter te Oosterhout. Om in de ontstane vacature te voorzien werd een tussentijdse verkiezing gehouden.
|                  | 19 januari | 3 februari |
| ---------------- | ---------- | ---------- |
| Kiesgerechtigden | 3.081      | 3.081      |
| Opkomst          | 1.504      | 1.958      |
| Geldige stemmen  | 1.490      | 1.946      |
| Blanco stemmen   | 5          | 6          |
| Kandidaten       |            |            |
| C.C.A. Beens     | 525        | 1.088      |
| D. Mulder        | 648        | 858        |
| H.A. van Mens    | 270        |            |

## 14 juni 1864
De verkiezingen waren periodieke verkiezingen; zij werden gehouden vanwege de afloop van de zittingstermijn van een gekozen lid.
|                  | 14 juni |
| ---------------- | ------- |
| Kiesgerechtigden | 3.138   |
| Opkomst          | 1.060   |
| Geldige stemmen  | 1.027   |
| Blanco stemmen   | 13      |
| Kandidaten       |         |
| C.C.A. Beens     | 796     |
| D. Mulder        | 189     |

## 12 juni 1866
De verkiezingen waren periodieke verkiezingen; zij werden gehouden vanwege de afloop van de zittingstermijn van een gekozen lid.
|                   | 12 juni |
| ----------------- | ------- |
| Kiesgerechtigden  | 3.095   |
| Opkomst           | 944     |
| Geldige stemmen   | 930     |
| Blanco stemmen    | 13      |
| Kandidaten        |         |
| F.J. Jespers      | 803     |
| L.W.C. Keuchenius | 79      |

## 30 oktober 1866
De verkiezingen waren algemene verkiezingen; zij werden gehouden na ontbinding van de Tweede Kamer.
|                         | 30 oktober |
| ----------------------- | ---------- |
| Kiesgerechtigden        | 3.095      |
| Opkomst                 | 2.298      |
| Geldige stemmen         | 4.511      |
| Blanco stemmen          | 77         |
| Kiesdrempel             | 1.128      |
| Kandidaten              |            |
| C.C.A. Beens            | 1.221      |
| J.B.A.J.M. Verheyen     | 1.214      |
| F.J. Jespers            | 981        |
| B.H.M. Hanlo            | 745        |
| J.W. van Loon           | 76         |
| G. Groen van Prinsterer | 64         |

## 22 januari 1868
De verkiezingen waren algemene verkiezingen; zij werden gehouden na ontbinding van de Tweede Kamer.
|                     | 22 januari |
| ------------------- | ---------- |
| Kiesgerechtigden    | 3.199      |
| Opkomst             | 1.778      |
| Geldige stemmen     | 3.478      |
| Blanco stemmen      | 76         |
| Kiesdrempel         | 870        |
| Kandidaten          |            |
| J.B.A.J.M. Verheyen | 1.285      |
| F.H.H. Borret       | 1.081      |
| C.C.A. Beens        | 629        |
| F.J. Jespers        | 275        |
| A.J.H. van Baar     | 76         |

## 8 juni 1869
De verkiezingen waren periodieke verkiezingen; zij werden gehouden vanwege de afloop van de zittingstermijn van een gekozen lid.
|                     | 8 juni |
| ------------------- | ------ |
| Kiesgerechtigden    | 3.152  |
| Opkomst             | 1.601  |
| Geldige stemmen     | 1.588  |
| Blanco stemmen      | 11     |
| Kandidaten          |        |
| J.B.A.J.M. Verheyen | 1.298  |
| C.C. van Dooren     | 148    |
| A.J.H. van Baar     | 123    |

## 13 juni 1871
De verkiezingen waren periodieke verkiezingen; zij werden gehouden vanwege de afloop van de zittingstermijn van een gekozen lid.
|                  | 13 juni |
| ---------------- | ------- |
| Kiesgerechtigden | 3.376   |
| Opkomst          | 1.617   |
| Geldige stemmen  | 1.609   |
| Blanco stemmen   | 5       |
| Kandidaten       |         |
| F.H.H. Borret    | 1.358   |
| C.C.A. Beens     | 226     |

## 10 juni 1873
De verkiezingen waren periodieke verkiezingen; zij werden gehouden vanwege de afloop van de zittingstermijn van een gekozen lid.
|                     | 10 juni |
| ------------------- | ------- |
| Kiesgerechtigden    | 3.474   |
| Opkomst             | 1.424   |
| Geldige stemmen     | 1.403   |
| Blanco stemmen      | 20      |
| Kandidaten          |         |
| J.B.A.J.M. Verheyen | 1.263   |

## 8 juni 1875
De verkiezingen waren periodieke verkiezingen; zij werden gehouden vanwege de afloop van de zittingstermijn van een gekozen lid.
|                         | 8 juni |
| ----------------------- | ------ |
| Kiesgerechtigden        | 3.529  |
| Opkomst                 | 1.577  |
| Geldige stemmen         | 1.556  |
| Blanco stemmen          | 8      |
| Kandidaten              |        |
| F.H.H. Borret           | 1.339  |
| C.C.A. Beens            | 144    |
| A.F. de Savornin Lohman | 46     |

## 12 juni 1877
De verkiezingen waren periodieke verkiezingen; zij werden gehouden vanwege de afloop van de zittingstermijn van een gekozen lid.
|                     | 12 juni |
| ------------------- | ------- |
| Kiesgerechtigden    | 3.771   |
| Opkomst             | 1.109   |
| Geldige stemmen     | 1.084   |
| Blanco stemmen      | 23      |
| Kandidaten          |         |
| J.B.A.J.M. Verheyen | 988     |

## 10 juni 1879
De verkiezingen waren periodieke verkiezingen; zij werden gehouden vanwege de afloop van de zittingstermijn van een gekozen lid.
|                  | 10 juni |
| ---------------- | ------- |
| Kiesgerechtigden | 3.236   |
| Opkomst          | 1.276   |
| Geldige stemmen  | 1.258   |
| Blanco stemmen   | 17      |
| Kandidaten       |         |
| F.H.H. Borret    | 1.194   |

## 23 november 1880
Johannes Verheyen, gekozen bij de verkiezingen van 12 juni 1877, trad op 31 oktober 1880 af vanwege zijn benoeming als inspecteur van het lager onderwijs in de eerste inspectie. Om in de ontstane vacature te voorzien werd een tussentijdse verkiezing gehouden.
|                    | 23 november | 7 december |
| ------------------ | ----------- | ---------- |
| Kiesgerechtigden   | 3.299       | 3.299      |
| Opkomst            | 2.086       | 2.532      |
| Geldige stemmen    | 2.067       | 2.525      |
| Blanco stemmen     | 13          | 6          |
| Kandidaten         |             |            |
| B.M. Bahlmann      | 951         | 1.486      |
| J.H.A. Diepen      | 935         | 1.039      |
| J.F. van der Heyde | 727         |            |
| J.F. Jansen        | 178         |            |

## 14 juni 1881
De verkiezingen waren periodieke verkiezingen; zij werden gehouden vanwege de afloop van de zittingstermijn van een gekozen lid.
|                  | 14 juni |
| ---------------- | ------- |
| Kiesgerechtigden | 3.361   |
| Opkomst          | 1.478   |
| Geldige stemmen  | 1.454   |
| Blanco stemmen   | 21      |
| Kandidaten       |         |
| B.M. Bahlmann    | 1.353   |
| J.H.A. Diepen    | 54      |

## 2 mei 1882
Ferdinand Borret, gekozen bij de verkiezingen van 10 juni 1879, trad op 29 april 1882 af vanwege zijn benoeming als rentmeester van het rentambt Niervaart. Om in de ontstane vacature te voorzien werd een tussentijdse verkiezing gehouden.
|                      | 2 mei |
| -------------------- | ----- |
| Kiesgerechtigden     | 3.459 |
| Opkomst              | 1.762 |
| Geldige stemmen      | 1.747 |
| Blanco stemmen       | 13    |
| Kandidaten           |       |
| F.H.H. Borret        | 1.383 |
| J.F. de Booij        | 230   |
| C.G. van der Heijden | 107   |

## 12 juni 1883
De verkiezingen waren periodieke verkiezingen; zij werden gehouden vanwege de afloop van de zittingstermijn van een gekozen lid.
|                  | 12 juni |
| ---------------- | ------- |
| Kiesgerechtigden | 3.464   |
| Opkomst          | 1.254   |
| Geldige stemmen  | 1.237   |
| Blanco stemmen   | 17      |
| Kandidaten       |         |
| F.H.H. Borret    | 1.187   |

## 28 oktober 1884
De verkiezingen waren algemene verkiezingen; zij werden gehouden na ontbinding van de Tweede Kamer.
|                  | 28 oktober |
| ---------------- | ---------- |
| Kiesgerechtigden | 3.452      |
| Opkomst          | 1.547      |
| Geldige stemmen  | 3.025      |
| Blanco stemmen   | 49         |
| Kiesdrempel      | 756        |
| Kandidaten       |            |
| B.M. Bahlmann    | 1.471      |
| F.H.H. Borret    | 1.456      |

## 15 juni 1886
De verkiezingen waren algemene verkiezingen; zij werden gehouden na ontbinding van de Tweede Kamer.
|                  | 15 juni |
| ---------------- | ------- |
| Kiesgerechtigden | 3.648   |
| Opkomst          | 1.682   |
| Geldige stemmen  | 3.290   |
| Blanco stemmen   | 26      |
| Kiesdrempel      | 823     |
| Kandidaten       |         |
| B.M. Bahlmann    | 1.540   |
| F.H.H. Borret    | 1.523   |
| J.F. Jansen      | 83      |
| A.M. Sassen      | 69      |

## 1 september 1887
De verkiezingen waren algemene verkiezingen; zij werden gehouden na ontbinding van de Tweede Kamer.
|                  | 1 september |
| ---------------- | ----------- |
| Kiesgerechtigden | 3.657       |
| Opkomst          | 1.402       |
| Geldige stemmen  | 2.778       |
| Blanco stemmen   | 28          |
| Kiesdrempel      | 695         |
| Kandidaten       |             |
| B.M. Bahlmann    | 1.346       |
| F.H.H. Borret    | 1.319       |

## Voortzetting
Na de grondwetsherziening van 1887 werden de meervoudige kiesdistricten opgeheven; het kiesdistrict Tilburg werd derhalve omgezet in een enkelvoudig kiesdistrict. De gemeenten Hooge en Lage Mierde en Oirschot werden toegevoegd aan het kiesdistrict Eindhoven, de gemeenten Boxtel en Esch aan het kiesdistrict 's-Hertogenbosch, de gemeenten Dongen, Loon op Zand en Oosterhout aan het kiesdistrict Oosterhout en de gemeenten Baardwijk, Berkel-Enschot, Cromvoirt, Drunen, Haaren, Helvoirt, Nieuwkuyk, Udenhout, Vlijmen en Waalwijk aan het kiesdistrict Waalwijk. Een gedeelte van het kiesdistrict Eindhoven (de gemeente Oost-, West- en Middelbeers) werd toegevoegd aan het kiesdistrict Tilburg. 